# Stephan Pusch
Stephan Pusch (* 9. Oktober 1968 in Kleingladbach) ist ein deutscher Rechtsanwalt und Politiker (CDU). Er ist seit 2004 Landrat des Kreises Heinsberg.

## Jurist
Nach dem Abitur 1988 am Gymnasium Hückelhoven nahm Pusch 1989 ein Studium der Rechtswissenschaft an der Universität zu Köln auf, das er 1994 mit dem Ersten juristischen Staatsexamen abschloss. Im Anschluss absolvierte er das Referendariat am Landgericht Mönchengladbach. Er legte 1996 das Zweite juristische Staatsexamen ab, wurde als Rechtsanwalt zugelassen und war von 1997 bis 2004 als selbständiger Rechtsanwalt in der Hückelhovener Anwaltskanzlei Henning & Kollegen tätig.

## Parteipolitik
Pusch trat 1984 in die CDU ein. Er war Mitglied im Kreisvorstand der Jungen Union und von 1999 bis 2004 Vorsitzender des CDU-Stadtverbandes Hückelhoven. Seine Laufbahn in der Kommunalpolitik begann er 1994 als Sachkundiger Bürger im Kreis Heinsberg. 1999 wurde er Kreistagsabgeordneter.
Pusch ist seit 2004 hauptamtlicher Landrat des Kreises Heinsberg. Er wurde bei den Kommunalwahlen am 26. September 2004 mit 56,2 % der Stimmen erstmals gewählt und jeweils bei den Kommunalwahlen am 30. August 2009 mit 60,8 % und bei den Kommunalwahlen am 25. Mai 2014 mit 59,9 % der Stimmen im Amt bestätigt. Bei den Kommunalwahlen am 13. September 2020 erreichte Pusch mit 79,9 % sein bisher bestes Wahlergebnis und wurde erneut als Landrat bestätigt.
Als Leiter der Kreisverwaltung unterstehen ihm etwa 1000 Bedienstete, des Weiteren ist er Vorsitzender des Kreistages und des Kreisausschusses sowie Leiter der Kreispolizeibehörde.

## COVID-19-Pandemie
Bekanntheit über die Grenzen Nordrhein-Westfalens hinaus erlangte Pusch 2020 während der COVID-19-Pandemie in Deutschland, nachdem im Kreis Heinsberg ein erster SARS-CoV-2-Hotspot innerhalb von NRW auftrat. Für sein Wirken in dieser Zeit wurde ihm 2020 in Berlin von Bundespräsident Frank-Walter Steinmeier das Bundesverdienstkreuz am Bande verliehen.
Pusch sorgte im Januar 2021 mit einer zwölfminütigen Wutrede auf Facebook mit massiver Kritik an der Bundesregierung wegen der Impf-Verzögerungen für Aufsehen.

## Privates
Stephan Pusch ist verheiratet. Er hat zwei erwachsene Söhne aus erster Ehe, drei Kinder aus zweiter Ehe und lebt mit seiner Familie im Hückelhovener Stadtteil Kleingladbach.

## Audio
- Unkonventionell gegen Corona – Der Heinsberger Landrat Stephan Pusch, 7.12 Minuten Gespräch mit Moritz Küpper, Deutschlandfunk 27. März 2020 (1/2 Jahr online)